# Kulturni turizam
Kulturni turizam je specifični oblik turizma koji obuhvaća posjete turista izvan njihovog stalnog mjesta boravka motivirane interesom za kulturom, što obuhvaća povijest, umjetnost, naslijeđe ili stil života ljudi na nekom lokalitetu ili nekoj regiji.

## Zabilješke i literatura
- OECD (2009) The Impact of Culture on Tourism. OECD, Paris
- Richards, G. (1996) Cultural Tourism in Europe. CABI, Wallingford. Preuzimanje sa: www.tram-research.com/atlas
- http://enjoyourholiday.com/2011/04/18/top-10-most-visited-cities-in-the-world/
- Bob McKercher and Hilary Du Cros, Cultural tourism : the partnership between tourism and cultural heritage management, Routledge, 2002
- Greg Richards, Cultural tourism : global and local perspectives, Routledge, 2007
- Priscilla Boniface, Managing quality cultural tourism, Routledge, 1995
- Milena Ivanovic, Cultural Tourism, Juta and Company Ltd, 2009